# Trichobius longipilus
Trichobius longipilus är en tvåvingeart som beskrevs av Wenzel 1976. Trichobius longipilus ingår i släktet Trichobius och familjen lusflugor. Inga underarter finns listade i Catalogue of Life.